# Tursunbek Chyngyshev
Tursunbek Chygyshevich Chyngyshev (Турсунбек Чынгышевич Чынгышев) (nascido em 15 de outubro de 1942) serviu como primeiro-ministro do Quirguistão de 10 de fevereiro de 1992 a 13 de dezembro de 1993. Ele deixou o cargo devido a uma moção de censura no parlamento do Quirguistão causada pelo escândalo do ouro Seabeco.